# Liste der Nummer-eins-Hits in den Niederlanden (1999)
Dies ist eine Liste der Nummer-eins-Hits in den Niederlanden im Jahr 1999. Sie basiert auf den Nederlandse-Top-40-Singlecharts von Radio 538 und den von der GfK ermittelten Dutch Album Top 100.
Es gab in diesem Jahr 17 Nummer-eins-Singles und 20 Nummer-eins-Alben.

## Singles
| ← 1998 ← | Liste der Nummer-eins-Hits in den Niederlanden | Liste der Nummer-eins-Hits in den Niederlanden | Liste der Nummer-eins-Hits in den Niederlanden | 2000 →                    |
| \| Zeitraum \| Wo. ges. \| Interpret \| Titel Autor(en) \| Zusätzliche Informationen \| \| (Zeitraum, Wochen auf Platz eins, Interpret, Titel, Autor[en], zusätzliche Informationen) \| \| \| \| \| \| ----------------------------------------------------------------------------------------- \| -------- \| --------------- \| -------------------------------------------------------------------------------------------------------------------------------------------------------------------------------------------------------------------------- \| ------------------------- \| \| 19. Dezember 1998 – 15. Januar 1999 4 Wochen \| 4 \| Emilia \| Big Big World Emilia Hanna Rydberg, Lars Olof Stig Andersson \| – \| \| 16. Januar 1999 – 22. Januar 1999 1 Woche \| 1 \| Cher \| Believe Brian Thomas Higgins, Paul Michael Barry, Steve Torch \| – \| \| 23. Januar 1999 – 12. Februar 1999 3 Wochen \| 3 \| The Offspring \| Pretty Fly (for a White Guy) Bryan Keith Holland, Thomas Sylvester Allen, Harold Ray Brown I, Howard E. Scott, Morris Dewayne Dickerson, Gerald Goldstein, Le Roy Lonnie Jordan, Charles William Miller, Lee Oskar Levitin \| – \| \| 13. Februar 1999 – 5. März 1999 3 Wochen \| 3 \| 2pac \| Changes Musik: Bruce Randall Hornsby; Text: Tupac Amaru Shakur, Deon Evans \| – \| \| 6. März 1999 – 19. März 1999 2 Wochen (insgesamt 4) \| 4 \| Britney Spears \| … Baby One More Time Martin Karl Sandberg \| – \| \| 20. März 1999 – 2. April 1999 2 Wochen \| 2 \| DJ Jean \| The Launch Nathaniel Pierre Jones, Koen Groeneveld, Adriaan van der Zwan, Margareta L. J. Voermans, Jan Engelaar \| – \| \| 3. April 1999 – 16. April 1999 2 Wochen (insgesamt 4) \| 4 \| Britney Spears \| … Baby One More Time Martin Karl Sandberg \| – \| \| 17. April 1999 – 7. Mai 1999 3 Wochen \| 3 \| Vengaboys \| We’re Going to Ibiza Jeffrey Calvert, Max West \| – \| \| 8. Mai 1999 – 4. Juni 1999 4 Wochen \| 4 \| Backstreet Boys \| I Want It That Way Martin Karl Sandberg, Andreas Mikael Carlsson \| – \| \| 5. Juni 1999 – 2. Juli 1999 4 Wochen \| 4 \| Toy-Box \| Best Friend Amir El Falaki, Aneela Mirza, Per Holm-Petersen \| – \| \| 3. Juli 1999 – 16. Juli 1999 2 Wochen \| 2 \| Britney Spears \| Sometimes Jörgen Kjell Aake Elofsson \| – \| \| 17. Juli 1999 – 23. Juli 1999 1 Woche \| 1 \| Jennifer Lopez \| If You Had My Love Rodney Roy Jerkins, LaShawn Ameen Daniels, Mark Cory Rooney, Fred Jerkins III, Jennifer Lopez \| – \| \| 24. Juli 1999 – 20. August 1999 4 Wochen \| 4 \| Lou Bega \| Mambo No. 5 (A Little Bit Of …) Musik: Dámaso Pérez Prado; zusätzlicher Text: Christian Pletschacher, David Lubega Balemezi \| – \| \| 21. August 1999 – 24. September 1999 5 Wochen \| 5 \| Eiffel 65 \| Blue (Da Ba Dee) Musik: Maurizio Lobina, Gianfranco Randone; Text: Massimo Gabutti, Maurizio Lobina \| – \| \| 25. September 1999 – 22. Oktober 1999 4 Wochen \| 4 \| City to City \| The Road Ahead (Miles of the Unknown) Jan de Roos, Rens van der Meer \| – \| \| 23. Oktober 1999 – 17. Dezember 1999 8 Wochen \| 8 \| R. Kelly \| If I Could Turn Back the Hands of Time Jack Daniels, Bonnie F. Thompson \| – \| \| 18. Dezember 1999 – 24. Dezember 1999 1 Woche \| 1 \| Def Rhymz \| Doekoe Menno J. Koning, Cliften E. Nille, Andreas Lagaris, Dennis O. Bouman \| – \| \| 25. Dezember 1999 – 21. Januar 2000 4 Wochen \| 4 \| Marco Borsato \| Binnen John O. C. W. Ewbank \| – \| |                                                |                                                | |                           |
| ← 1998 |                                                |                                                | | → 2000 →                  |
| Zeitraum | Wo. ges.                                       | Interpret                                      | Titel Autor(en) | Zusätzliche Informationen |
| (Zeitraum, Wochen auf Platz eins, Interpret, Titel, Autor[en], zusätzliche Informationen) |                                                |                                                | |                           |
| 19. Dezember 1998 – 15. Januar 1999 4 Wochen | 4                                              | Emilia                                         | Big Big World Emilia Hanna Rydberg, Lars Olof Stig Andersson | –                         |
| 16. Januar 1999 – 22. Januar 1999 1 Woche | 1                                              | Cher                                           | Believe Brian Thomas Higgins, Paul Michael Barry, Steve Torch | –                         |
| 23. Januar 1999 – 12. Februar 1999 3 Wochen | 3                                              | The Offspring                                  | Pretty Fly (for a White Guy) Bryan Keith Holland, Thomas Sylvester Allen, Harold Ray Brown I, Howard E. Scott, Morris Dewayne Dickerson, Gerald Goldstein, Le Roy Lonnie Jordan, Charles William Miller, Lee Oskar Levitin | –                         |
| 13. Februar 1999 – 5. März 1999 3 Wochen | 3                                              | 2pac                                           | Changes Musik: Bruce Randall Hornsby; Text: Tupac Amaru Shakur, Deon Evans | –                         |
| 6. März 1999 – 19. März 1999 2 Wochen (insgesamt 4) | 4                                              | Britney Spears                                 | … Baby One More Time Martin Karl Sandberg | –                         |
| 20. März 1999 – 2. April 1999 2 Wochen | 2                                              | DJ Jean                                        | The Launch Nathaniel Pierre Jones, Koen Groeneveld, Adriaan van der Zwan, Margareta L. J. Voermans, Jan Engelaar | –                         |
| 3. April 1999 – 16. April 1999 2 Wochen (insgesamt 4) | 4                                              | Britney Spears                                 | … Baby One More Time Martin Karl Sandberg | –                         |
| 17. April 1999 – 7. Mai 1999 3 Wochen | 3                                              | Vengaboys                                      | We’re Going to Ibiza Jeffrey Calvert, Max West | –                         |
| 8. Mai 1999 – 4. Juni 1999 4 Wochen | 4                                              | Backstreet Boys                                | I Want It That Way Martin Karl Sandberg, Andreas Mikael Carlsson | –                         |
| 5. Juni 1999 – 2. Juli 1999 4 Wochen | 4                                              | Toy-Box                                        | Best Friend Amir El Falaki, Aneela Mirza, Per Holm-Petersen | –                         |
| 3. Juli 1999 – 16. Juli 1999 2 Wochen | 2                                              | Britney Spears                                 | Sometimes Jörgen Kjell Aake Elofsson | –                         |
| 17. Juli 1999 – 23. Juli 1999 1 Woche | 1                                              | Jennifer Lopez                                 | If You Had My Love Rodney Roy Jerkins, LaShawn Ameen Daniels, Mark Cory Rooney, Fred Jerkins III, Jennifer Lopez | –                         |
| 24. Juli 1999 – 20. August 1999 4 Wochen | 4                                              | Lou Bega                                       | Mambo No. 5 (A Little Bit Of …) Musik: Dámaso Pérez Prado; zusätzlicher Text: Christian Pletschacher, David Lubega Balemezi                                                                                                | –                         |
| 21. August 1999 – 24. September 1999 5 Wochen | 5                                              | Eiffel 65                                      | Blue (Da Ba Dee) Musik: Maurizio Lobina, Gianfranco Randone; Text: Massimo Gabutti, Maurizio Lobina | –                         |
| 25. September 1999 – 22. Oktober 1999 4 Wochen | 4                                              | City to City                                   | The Road Ahead (Miles of the Unknown) Jan de Roos, Rens van der Meer | –                         |
| 23. Oktober 1999 – 17. Dezember 1999 8 Wochen | 8                                              | R. Kelly                                       | If I Could Turn Back the Hands of Time Jack Daniels, Bonnie F. Thompson | –                         |
| 18. Dezember 1999 – 24. Dezember 1999 1 Woche | 1                                              | Def Rhymz                                      | Doekoe Menno J. Koning, Cliften E. Nille, Andreas Lagaris, Dennis O. Bouman | –                         |
| 25. Dezember 1999 – 21. Januar 2000 4 Wochen | 4                                              | Marco Borsato                                  | Binnen John O. C. W. Ewbank | –                         |

## Alben
| ← 1998 ← | Liste der Nummer-eins-Hits in den Niederlanden | Liste der Nummer-eins-Hits in den Niederlanden | Liste der Nummer-eins-Hits in den Niederlanden        | 2000 →                    |
| \| Zeitraum \| Wo. ges. \| Interpret \| Titel \| Zusätzliche Informationen \| \| (Zeitraum, Wochen auf Platz eins, Interpret, Titel, zusätzliche Informationen) \| \| \| \| \| \| ------------------------------------------------------------------------------ \| -------- \| --------------------------- \| ----------------------------------------------------- \| ------------------------- \| \| 21. November 1998 – 22. Januar 1999 9 Wochen \| 9 \| U2 \| The Best of 1980–1990 \| – \| \| 23. Januar 1999 – 29. Januar 1999 1 Woche (insgesamt 2) \| 2 \| Bee Gees \| One Night Only \| – \| \| 30. Januar 1999 – 19. Februar 1999 3 Wochen (insgesamt 6) \| 6 \| Ilse DeLange \| World of Hurt \| – \| \| 20. Februar 1999 – 26. Februar 1999 1 Woche \| 1 \| Volumia! \| Volumia! \| – \| \| 27. Februar 1999 – 5. März 1999 1 Woche (insgesamt 2) \| 2 \| Bee Gees \| One Night Only \| – \| \| 6. März 1999 – 19. März 1999 2 Wochen \| 2 \| 2pac \| Greatest Hits \| – \| \| 20. März 1999 – 2. April 1999 2 Wochen (insgesamt 6) \| 6 \| Ilse DeLange \| World of Hurt \| – \| \| 3. April 1999 – 23. April 1999 3 Wochen (insgesamt 5) \| 5 \| Andrea Bocelli \| Sogno \| – \| \| 24. April 1999 – 14. Mai 1999 3 Wochen \| 3 \| Vengaboys \| Greatest Hits Part 1 \| – \| \| 15. Mai 1999 – 28. Mai 1999 2 Wochen (insgesamt 5) \| 5 \| Andrea Bocelli \| Sogno \| – \| \| 29. Mai 1999 – 11. Juni 1999 2 Wochen \| 2 \| Backstreet Boys \| Millennium \| – \| \| 12. Juni 1999 – 18. Juni 1999 1 Woche \| 1 \| Frans Bauer & Corry Konings \| Frans Bauer & Corry Konings \| – \| \| 19. Juni 1999 – 2. Juli 1999 2 Wochen (insgesamt 3) \| 3 \| Toy-Box \| Fantastic \| – \| \| 3. Juli 1999 – 16. Juli 1999 2 Wochen \| 2 \| ABBA \| De grootste hits in Nederland - 25 jaar na ‘Waterloo’ \| – \| \| 17. Juli 1999 – 23. Juli 1999 1 Woche (insgesamt 3) \| 3 \| Toy-Box \| Fantastic \| – \| \| 24. Juli 1999 – 6. August 1999 2 Wochen \| 2 \| De Kast \| Onvoorspelbaar \| – \| \| 7. August 1999 – 27. August 1999 3 Wochen \| 3 \| Whitney Houston \| My Love Is Your Love \| – \| \| 28. August 1999 – 17. September 1999 3 Wochen \| 3 \| (Soundtrack) \| Notting Hill \| – \| \| 18. September 1999 – 1. Oktober 1999 2 Wochen (insgesamt 7) \| 7 \| Shania Twain \| Come On Over \| – \| \| 2. Oktober 1999 – 15. Oktober 1999 2 Wochen \| 2 \| Frans Bauer \| Samen met jou \| – \| \| 16. Oktober 1999 – 19. November 1999 5 Wochen (insgesamt 7) \| 7 \| Shania Twain \| Come On Over \| – \| \| 20. November 1999 – 17. Dezember 1999 4 Wochen \| 4 \| Anouk \| Urban Solitude \| – \| \| 18. Dezember 1999 – 24. Dezember 1999 1 Woche (insgesamt 2) \| 2 \| Céline Dion \| All the Way… A Decade of Song \| – \| \| 25. Dezember 1999 – 7. Januar 2000 2 Wochen \| 2 \| Andrea Bocelli \| Sacred Arias \| – \| |                                                |                                                |                                                       |                           |
| ← 1998 |                                                |                                                |                                                       | → 2000 →                  |
| Zeitraum | Wo. ges.                                       | Interpret                                      | Titel                                                 | Zusätzliche Informationen |
| (Zeitraum, Wochen auf Platz eins, Interpret, Titel, zusätzliche Informationen) |                                                |                                                |                                                       |                           |
| 21. November 1998 – 22. Januar 1999 9 Wochen | 9                                              | U2                                             | The Best of 1980–1990                                 | –                         |
| 23. Januar 1999 – 29. Januar 1999 1 Woche (insgesamt 2) | 2                                              | Bee Gees                                       | One Night Only                                        | –                         |
| 30. Januar 1999 – 19. Februar 1999 3 Wochen (insgesamt 6) | 6                                              | Ilse DeLange                                   | World of Hurt                                         | –                         |
| 20. Februar 1999 – 26. Februar 1999 1 Woche | 1                                              | Volumia!                                       | Volumia!                                              | –                         |
| 27. Februar 1999 – 5. März 1999 1 Woche (insgesamt 2) | 2                                              | Bee Gees                                       | One Night Only                                        | –                         |
| 6. März 1999 – 19. März 1999 2 Wochen | 2                                              | 2pac                                           | Greatest Hits                                         | –                         |
| 20. März 1999 – 2. April 1999 2 Wochen (insgesamt 6) | 6                                              | Ilse DeLange                                   | World of Hurt                                         | –                         |
| 3. April 1999 – 23. April 1999 3 Wochen (insgesamt 5) | 5                                              | Andrea Bocelli                                 | Sogno                                                 | –                         |
| 24. April 1999 – 14. Mai 1999 3 Wochen | 3                                              | Vengaboys                                      | Greatest Hits Part 1                                  | –                         |
| 15. Mai 1999 – 28. Mai 1999 2 Wochen (insgesamt 5) | 5                                              | Andrea Bocelli                                 | Sogno                                                 | –                         |
| 29. Mai 1999 – 11. Juni 1999 2 Wochen | 2                                              | Backstreet Boys                                | Millennium                                            | –                         |
| 12. Juni 1999 – 18. Juni 1999 1 Woche | 1                                              | Frans Bauer & Corry Konings                    | Frans Bauer & Corry Konings                           | –                         |
| 19. Juni 1999 – 2. Juli 1999 2 Wochen (insgesamt 3) | 3                                              | Toy-Box                                        | Fantastic                                             | –                         |
| 3. Juli 1999 – 16. Juli 1999 2 Wochen | 2                                              | ABBA                                           | De grootste hits in Nederland - 25 jaar na ‘Waterloo’ | –                         |
| 17. Juli 1999 – 23. Juli 1999 1 Woche (insgesamt 3) | 3                                              | Toy-Box                                        | Fantastic                                             | –                         |
| 24. Juli 1999 – 6. August 1999 2 Wochen | 2                                              | De Kast                                        | Onvoorspelbaar                                        | –                         |
| 7. August 1999 – 27. August 1999 3 Wochen | 3                                              | Whitney Houston                                | My Love Is Your Love                                  | –                         |
| 28. August 1999 – 17. September 1999 3 Wochen | 3                                              | (Soundtrack)                                   | Notting Hill                                          | –                         |
| 18. September 1999 – 1. Oktober 1999 2 Wochen (insgesamt 7) | 7                                              | Shania Twain                                   | Come On Over                                          | –                         |
| 2. Oktober 1999 – 15. Oktober 1999 2 Wochen | 2                                              | Frans Bauer                                    | Samen met jou                                         | –                         |
| 16. Oktober 1999 – 19. November 1999 5 Wochen (insgesamt 7) | 7                                              | Shania Twain                                   | Come On Over                                          | –                         |
| 20. November 1999 – 17. Dezember 1999 4 Wochen | 4                                              | Anouk                                          | Urban Solitude                                        | –                         |
| 18. Dezember 1999 – 24. Dezember 1999 1 Woche (insgesamt 2) | 2                                              | Céline Dion                                    | All the Way… A Decade of Song                         | –                         |
| 25. Dezember 1999 – 7. Januar 2000 2 Wochen | 2                                              | Andrea Bocelli                                 | Sacred Arias                                          | –                         |

## Jahreshitparaden
| ← 1998 ← | Liste der Nummer-eins-Hits in den Niederlanden | Liste der Nummer-eins-Hits in den Niederlanden                | Liste der Nummer-eins-Hits in den Niederlanden | 2000 →   |
| \| Singles \| Position# \| Alben \| \| ------------------------------------------------------------------------------------------------------------------------------------ \| --------- \| ------------------------------------------------------------- \| \| The Road Ahead (Miles of the Unknown) City to City Jan de Roos, Rens van der Meer \| 1 \| Sogno Andrea Bocelli \| \| We’re Going to Ibiza Vengaboys Jeffrey Calvert, Max West \| 2 \| World of Hurt Ilse DeLange \| \| … Baby One More Time Britney Spears Martin Karl Sandberg \| 3 \| Come On Over Shania Twain \| \| Mambo No. 5 (A Little Bit Of …) Lou Bega Musik: Dámaso Pérez Prado; zusätzlicher Text: Christian Pletschacher, David Lubega Balemezi \| 4 \| De grootste hits in Nederland - 25 jaar na ‘Waterloo’ ABBA \| \| Tarzan & Jane Toy-Box Amir El Falaki, Aneela Mirza, Per Holm-Petersen \| 5 \| Ladies & Gentlemen: The Best of George Michael George Michael \| \| If You Believe Sasha Michael Bernard Kersting, Stephan Baader, Peter Boyd Smith \| 6 \| Greatest Hits Part 1 Vengaboys \| \| Blue (Da Ba Dee) Eiffel 65 Musik: Maurizio Lobina, Gianfranco Randone; Text: Massimo Gabutti, Maurizio Lobina \| 7 \| The Best of 1980–1990 U2 \| \| My Love Is Your Love Whitney Houston Musik: Jerry Duplessis, Nel Wyclef Jean; Text: Nel Wyclef Jean \| 8 \| Fantastic Toy-Box \| \| Believe Cher Brian Thomas Higgins, Paul Michael Barry, Steve Torch \| 9 \| Boven Bløf \| \| Genie in a Bottle Christina Aguilera Pamela Eileen Sheyne, David Martin Frank, Steve Kipner \| 10 \| Millennium Backstreet Boys \| |                                                |                                                               |                                                |          |
| ← 1998 |                                                |                                                               |                                                | → 2000 → |
| Singles | Position#                                      | Alben                                                         |                                                |          |
| The Road Ahead (Miles of the Unknown) City to City Jan de Roos, Rens van der Meer | 1                                              | Sogno Andrea Bocelli                                          |                                                |          |
| We’re Going to Ibiza Vengaboys Jeffrey Calvert, Max West | 2                                              | World of Hurt Ilse DeLange                                    |                                                |          |
| … Baby One More Time Britney Spears Martin Karl Sandberg | 3                                              | Come On Over Shania Twain                                     |                                                |          |
| Mambo No. 5 (A Little Bit Of …) Lou Bega Musik: Dámaso Pérez Prado; zusätzlicher Text: Christian Pletschacher, David Lubega Balemezi | 4                                              | De grootste hits in Nederland - 25 jaar na ‘Waterloo’ ABBA    |                                                |          |
| Tarzan & Jane Toy-Box Amir El Falaki, Aneela Mirza, Per Holm-Petersen | 5                                              | Ladies & Gentlemen: The Best of George Michael George Michael |                                                |          |
| If You Believe Sasha Michael Bernard Kersting, Stephan Baader, Peter Boyd Smith | 6                                              | Greatest Hits Part 1 Vengaboys                                |                                                |          |
| Blue (Da Ba Dee) Eiffel 65 Musik: Maurizio Lobina, Gianfranco Randone; Text: Massimo Gabutti, Maurizio Lobina | 7                                              | The Best of 1980–1990 U2                                      |                                                |          |
| My Love Is Your Love Whitney Houston Musik: Jerry Duplessis, Nel Wyclef Jean; Text: Nel Wyclef Jean | 8                                              | Fantastic Toy-Box                                             |                                                |          |
| Believe Cher Brian Thomas Higgins, Paul Michael Barry, Steve Torch | 9                                              | Boven Bløf                                                    |                                                |          |
| Genie in a Bottle Christina Aguilera Pamela Eileen Sheyne, David Martin Frank, Steve Kipner | 10                                             | Millennium Backstreet Boys                                    |                                                |          |